# جایزه انجمن منتقدان فیلم بوستون ۲۰۲۰
۱۳ دسامبر ۲۰۲۰

بهترین فیلم: عشایر
چهل و یکمین جایزه انجمن منتقدان فیلم بوستون که بهترین‌های سینما در سال ۲۰۲۰ را تجلیل می‌کند، در ۱۳ دسامبر سال ۲۰۲۰ برگزار شد.

## برندگان
- بهترین فیلم:
  - عشایر
    - رتبه دوم: اولین گاو
- بهترین کارگردان:
  - کلویی ژائو - عشایر

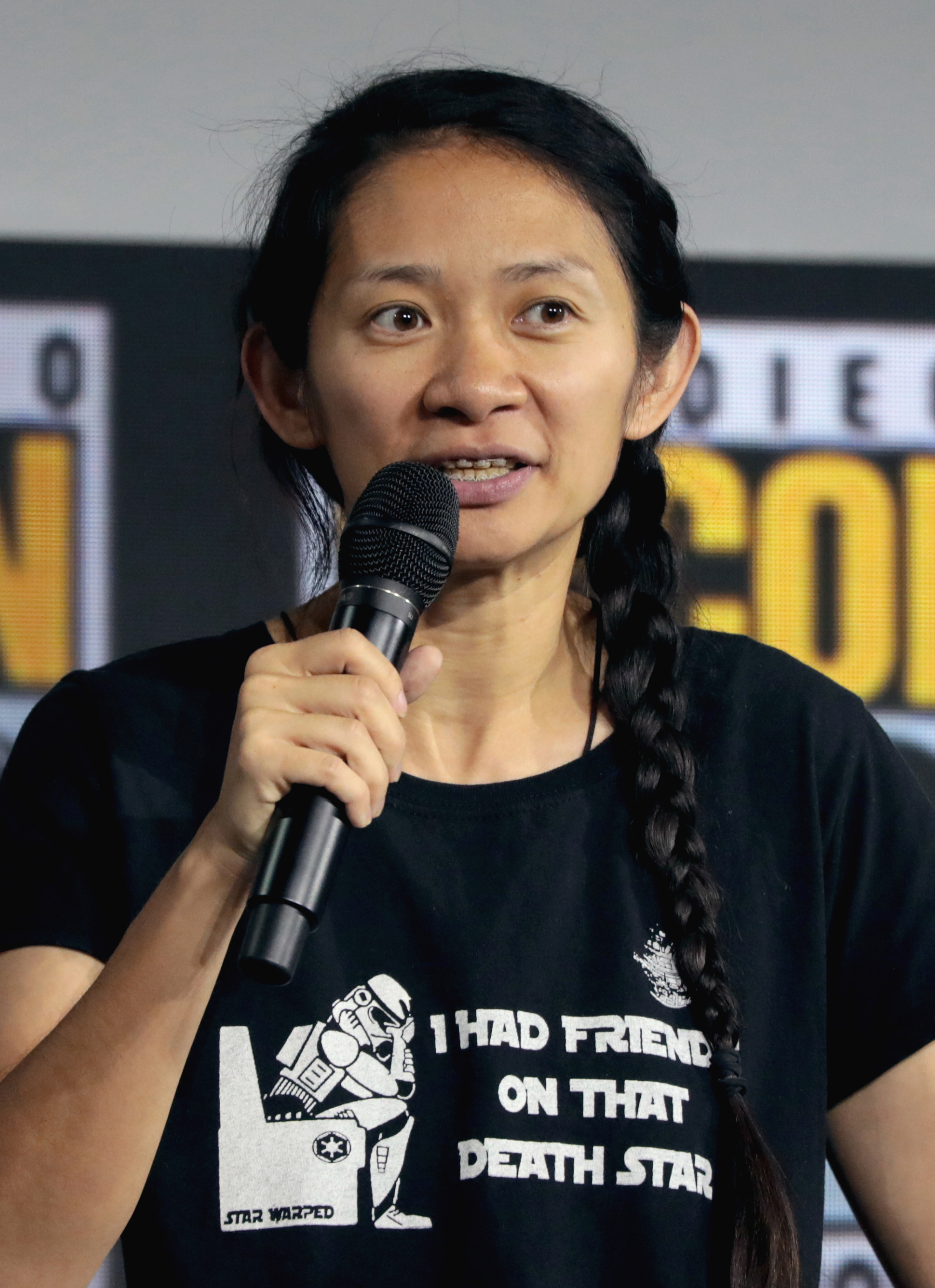
کلویی ژائو، برنده بهترین کارگردانی

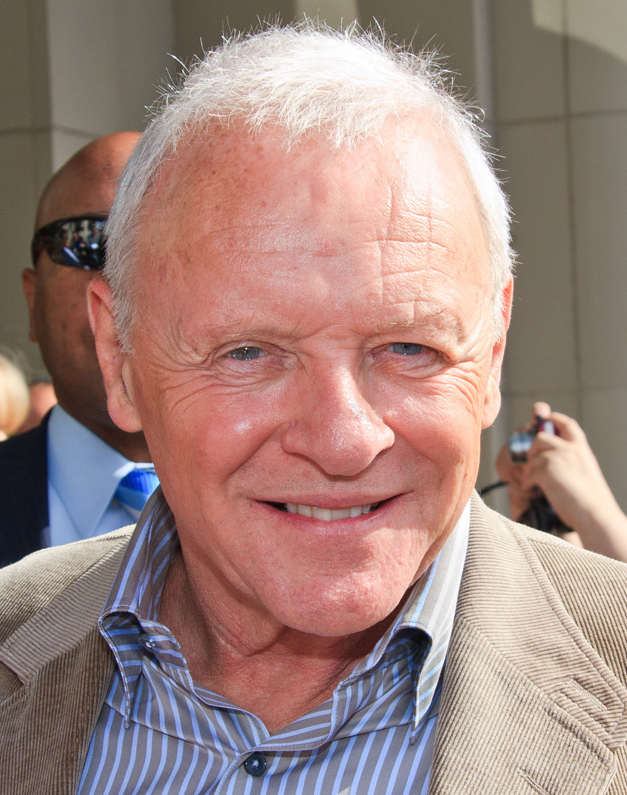
آنتونی هاپکینز، برنده بهترین بازیگر نقش اول مرد

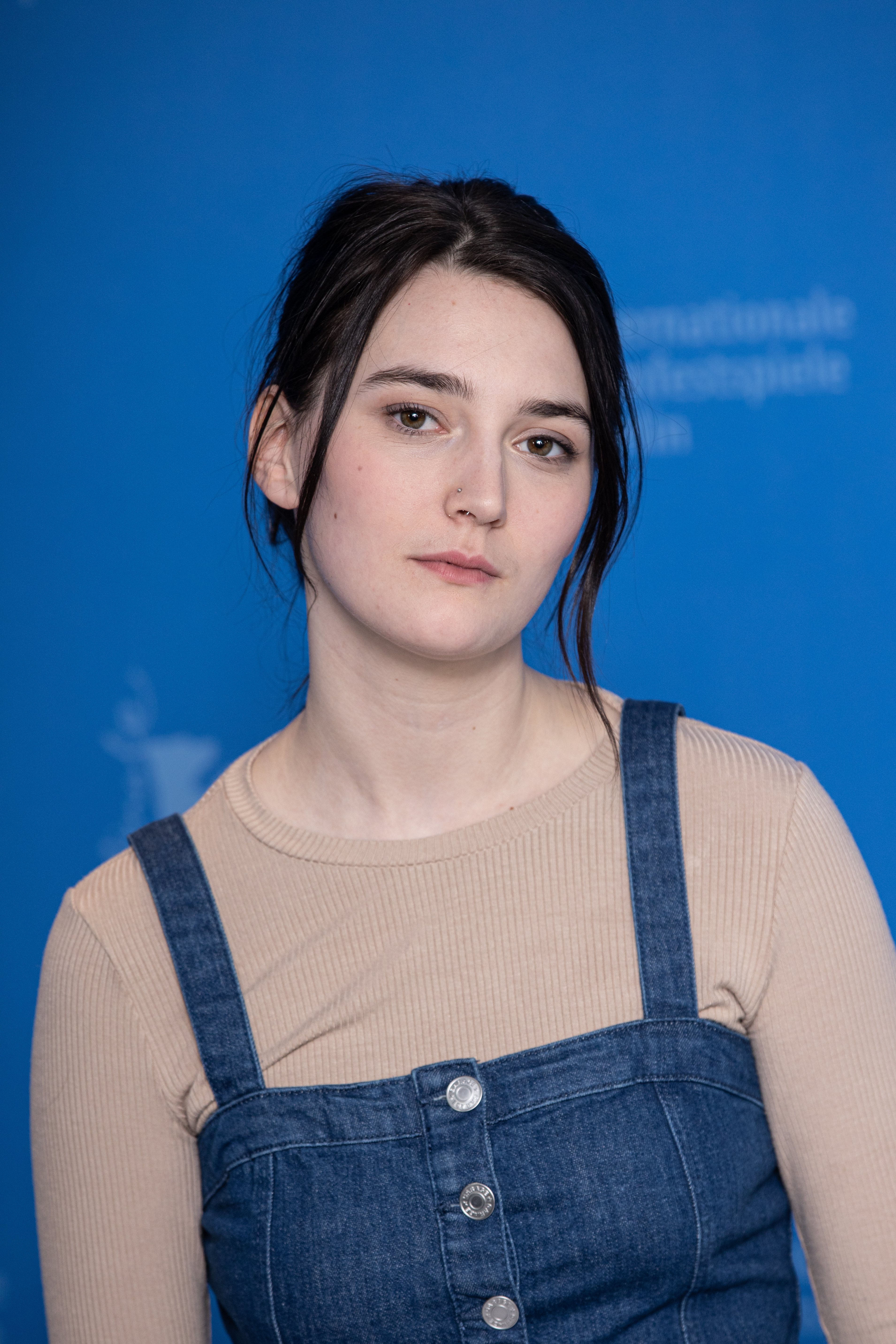
سیدنی فلانیگان، برنده بهترین بازیگر نقش اول زن

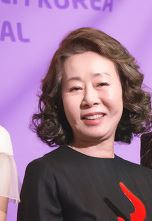
یون یو-جانگ، برنده بهترین بازیگر نقش مکمل زن

    - رتبه دوم: کلی ریخارد - اولین گاو
- بهترین بازیگر نقش اول مرد:
  - آنتونی هاپکینز - پدر
    - رتبه دوم: ریز احمد - صدای متال
- بهترین بازیگر زن:
  - سیدنی فلانیگان - هرگز به ندرت گاهی همیشه
    - رتبه دوم: جولیا گارنر - دستیار
- بهترین بازیگر نقش مکمل مرد:
  - پاول راسی - صدای متال
    - رتبه دوم: برایان دنهی - Driveways
- بهترین بازیگر نقش مکمل زن:
  - یون یو-جانگ - میناری
    - رتبه دوم: آماندا سایفرد - منک
- بهترین فیلم‌نامه:
  - چارلی کافمن - من به پایان دادن به اوضاع فکر می‌کنم
    - رتبه دوم: جاناتان ریموند و کلی رایکارد - اولین گاو
- بهترین فیلم انیمیشن:
  - خانه گرگ‌ها
    - رتبه دوم: ولف واکرز
- بهترین فیلم خارجی زبان:
  - لا لورونا
    - رتبه دوم: پرنده رنگین
- بهترین مستند:
  - جمعی
    - رتبه دوم: نقاش و دزد
- بهترین فیلم‌برداری:
  - جاشوا جیمز ریچاردز - عشایر
    - رتبه دوم: Shabier Kirchner - لاورز راک
- بهترین تدوین فیلم:
  - رابرت فرازن - من به پایان دادن به اوضاع فکر می‌کنم
    - رتبه دوم: کلویی ژائو - عشایر
- بهترین موسیقی فیلم:
  - امیل ماسری - میناری
    - رتبه دوم: ترنت رزنر و آتیکوس راس - منک
- بهترین فیلمساز جدید:
  - فلوریان زلر - پدر
    - رتبه دوم: Autumn de Wilde - اما
- بهترین گروه بازیگران:
  - بلک باتم ما رینی
    - رتبه دوم: میناری